# Globo d'oro alla miglior serie TV
Il Globo d'oro alla miglior serie TV è un premio assegnato ogni anno alla migliore serie televisiva italiana.

## Albo d'oro
In grassetto i film vincitori, in corsivo i nominati.

### Anni 2010
- 2019[1]
  - Il nome della rosa
  - L'amica geniale
  - La porta rossa

### Anni 2020
- 2020[2]
  - The New Pope
  - Diavoli
  - L'amica geniale
- 2021[3]
  - Speravo de morì prima
  - Il commissario Ricciardi
  - Suburra - La serie
- 2022[4]
  - Strappare lungo i bordi
  - Diavoli
  - Il re
- 2023[5]
  - Esterno notte, regia di Marco Bellocchio
  - La legge di Lidia Poët, regia di Matteo Rovere e Letizia Lamartire
  - Mare fuori, regia di Carmine Elia, Milena Cocozza e Ivan Silvestrini
- 2024[6]
  - Un amore
  - Per Elisa - Il caso Claps
  - Supersex
- 2025
  - Citadel: Diana
  - L'arte della gioia
  - M. Il figlio del secolo